# レゾリューション (帆船)
レゾリューション（HMS Resolution）は、18世紀のイギリスの小型帆船。ジェームズ・クック（第二回航海では海尉艦長、第三回航海では勅任艦長）の第二回と第三回航海の船。史上初めて南極圏への突入を果たした帆船である。

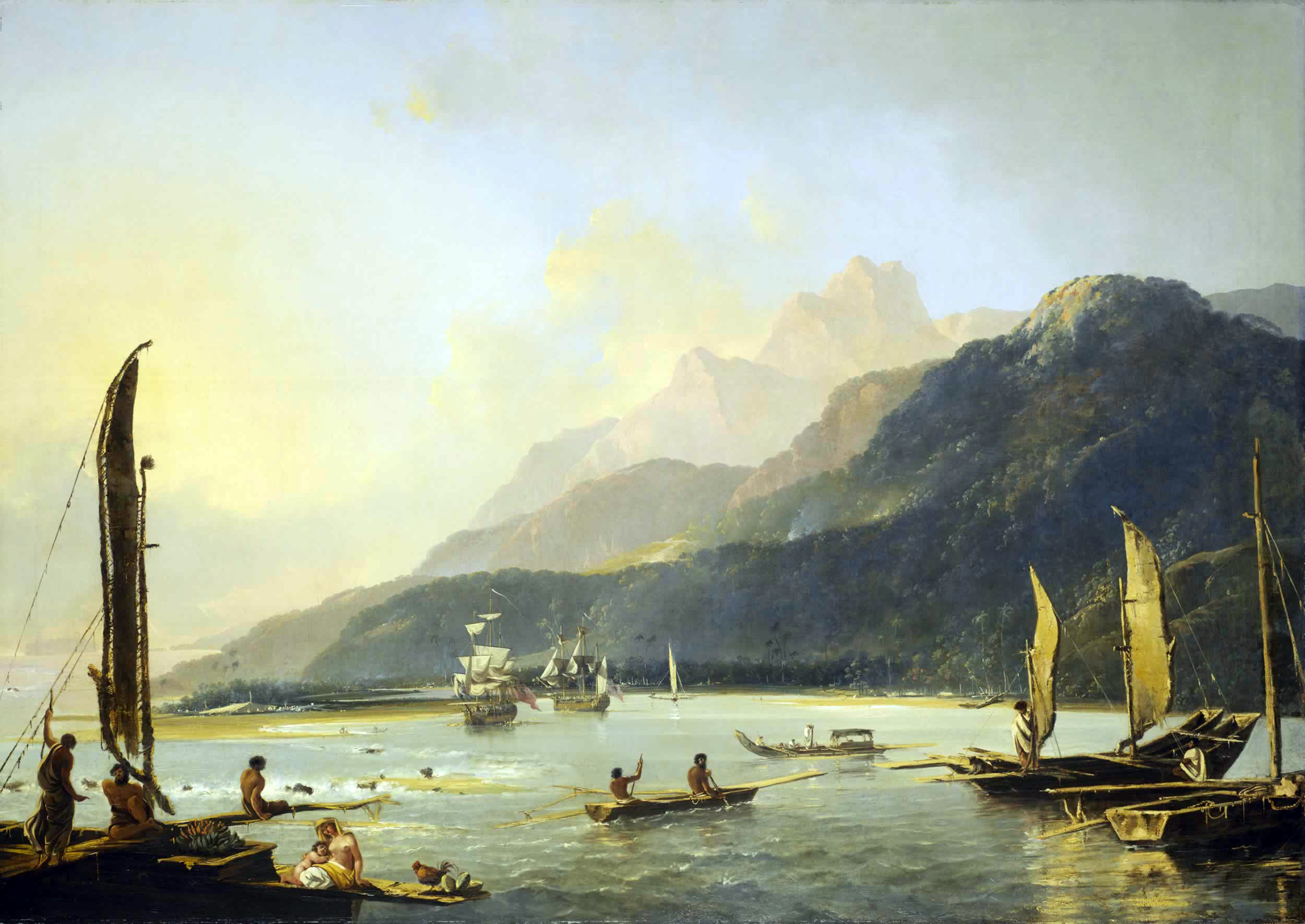
「マハタヴィ湾にうかぶ漁船と、レゾリューション号とアドヴェンチャー号」ウィリアム・ホッジズ。1773年8月タヒチに停泊する両船を描いている。

## 建造から第二回航海まで
クックの第一回航海でエンデバーがグレートバリアリーフで座礁し危うく沈没しかけた教訓の下に、イギリス海軍省は次回の探検航海では2隻の船を用意することを決定した。
レゾリューションは、もとは三檣帆船の石炭運搬船グランビー公爵として、ノースヨークシャー州ウィトビーで1770年に建造された。1771年海軍省は僚船とともに同船を購入し、スループ船ドレイクとして登録した。しかし、ドレイクという名がスペインを刺激することが危惧され、1771年12月25日レゾリューションと改名された。レゾリューションは全長33.7m、全幅11m、重量462トン、喫水13フィート(4m)、定員112名、僚船アドヴェンチャーは一回り小さく重量298トン、定員81名。
レゾリューションはテムズ川河畔のデットフォードで艤装を施され、当時最新鋭のコンパス、氷錨、浄水装置、海水淡水化装置、水の脱臭装置、そして12門の砲などを装備した。費用は4,151ポンドに上った。第二回航海には博物学者ジョゼフ・バンクスも同乗する予定であった。航海の重要な財政的パトロンでもあったバンクスは、召使い6人とホルン奏者2人を含む17人の自らの随行員を収容するためにレゾリューションの改造を申請した。船はいったん希望通りに改造されたが、増設された上部甲板のために安定を失い、海軍監査局は安全な航行が不可能と判断した。結局、レゾリューションは元の姿に戻されることになった。これに更に6,565ポンドが費やされた。バンクスは憤慨して航海から降りてしまった。バンクスの代わりに博物学者としてプロイセンのジョン・ラインホルド・フォスターが加わった。アドヴェンチャーの指揮官にはトバイアス・ファーノーが任命された。
海軍省がもっとも力を入れた装備品は、クロノメーターであった。クックは第一回航海では、太陰表を用いて複雑で手間のかかる計算で経度を決定したが、精密時計によって正確なグリニッジ標準時が分かれば、時差から経度は簡単に決定できる。海軍は精密時計のコンテストを開催してジョン・ハリソンが発明したクロノメーターを選び、天体観測のために天文学者ウィリアム・ウェールズを同乗させるとともに、ラーカム・ケンドールとジョン・アーノルドが作成した4台の複製品を積み込んだ。ラーカム・ケンドールのクロノメーターK1は、第二回航海できわめて正確に作動し、クロノメーターはイギリス海軍に正式に採用されるようになった。
改造をめぐる一連の騒動のせいで船の出来を心配する国王ジョージ3世に「ひとつの欠点も目につかぬほど立派な船だと申し上げた」とクックは、自筆原稿による航海日誌に記している。
1772年7月13日、レゾリューションはアドヴェンチャーを伴ってプリマス港から出帆した。1773年1月17日、レゾリューションは南極圏に初めて突入し、その後もさらに二度の突入を果たした。1773年2月3日の3度目の突入が最南で、南緯71度10分、西経106度54分に到達した。つまり、クックはもう少しで南極大陸に遭遇できるところであった。ここに至って、クックは王立協会のアレキサンダー・ダルリンプルが主唱した南方大陸が存在しないことを確認し、第二回航海の目的は達成された。1773年7月30日レゾリューションはイギリスに帰還した。第二回航海におけるレゾリューションの乗員の病死者はわずか1名だった。

## 第三回航海とその後
クックの第三回航海の目的は、北極海を抜けて太平洋と大西洋をつなぐ航路（北西航路）を探索することであった。クックは第二回航海から帰還後、名誉職であるグリニッジの海軍病院の院長に任命され、なかば引退状態にあったが、海軍大臣サンドウィッチ伯に自らを第三回航海の指揮官として推薦し認められた。しかし準備期間は短く、レゾリューションは前回の帰港後に、じゅうぶんな修理を受けなかったため、クックは出帆直後から雨漏りや浸水などの不調に悩まされ続けた。前回の僚船アドヴェンチャーは廃船になり、新たに、1776年1月5日にディスカバリーが海軍省によって購入された。ディスカバリーは重量298トン、定員70名であった。1776年7月12日、レゾリューションはプリマス港から出帆した。しかし、チャールズ・クラークが指揮を執ったディスカバリーは、兄の借金問題に巻き込まれたクラークが出帆直前に逮捕投獄される騒ぎのために、彼の出獄を待って約3週間遅れて出帆した。
クックらは北米太平洋側を北上し、アラスカ沿岸の測量を行いながらベーリング海峡に入ったものの氷に阻まれ北極海に入ることはできず、目的の航路を発見することはできなかった。しかし北洋への航海の途中にハワイ諸島を発見し、サンドウィッチ伯にちなんでサンドウィッチ諸島と命名している。
1779年2月14日のハワイにおけるクックの死後、レゾリューションの指揮はクラークが引き継いだが、同年8月に彼が結核で死亡したため、さらにジョン・ゴアに引き継がれた。帰路、日本列島沿いに南下し、1779年11月1日に富士山を目視している。1780年8月、イギリスに帰還したが、風に入港を阻まれ、いったん北上してオークニー諸島の港に入港した後、1780年9月30日、ヤーマース港に投錨し航海を終えた。
1780年には武装輸送艦に改装され、1781年3月にインドに出帆した。しかし、1782年6月9日、フランスのシュフラン提督率いる艦隊のスフィンクスに拿捕された。ネガパタムの海戦に参加した後、木材、ビスケット、索具の積み込みと船員の捜索のためマニラに派遣された。レゾリューションは1782年7月22日に出帆したが、その後の行方は杳として知れない。
1783年6月5日の記録に、シュフラン提督は、レゾリューションがスンダ海峡で最後に目撃されており、その後、浸水して沈没したかイギリスに拿捕されたのではないか、と記している。メルボルンアーガス紙の1879年2月25日の記事に、レゾリューションはリオデジャネイロでポルトガル籍の石炭倉庫船として最後の日々を過ごした、とあるが記事の真偽は確認されていない。ニュージーランド総督のゴールウェイ子爵は、レゾリューションの船首像と称するものを所蔵していたが、写真で確認すると、それはレゾリューションを描いた水彩画に見られるものとは一致していない。

## その他参考資料
- ジェイムズ・クック　『クック 太平洋探検 (1) - (6) 』　増田義郎訳、岩波書店〈岩波文庫〉、2005年。